# Геннадий Массилийский
Геннадий Массилийский (лат. Gennadius Massiliensis; ум. ок. 496) — христианский богослов и историк.

## Биография и основные труды
Единственное биографическое известие о Геннадии содержится в последней главе его книги «О знаменитых мужах», где он называет себя пресвитером Массилии и перечисляет свои произведения. Так как эта книга вместе с «Посланием о вере» была отправлена автором папе Геласию I, предполагается, что Геннадий умер около 496.
Наиболее известными сочинениями Геннадия являются книга «О знаменитых мужах» (около ста кратких жизнеописаний), представляющая собой продолжение одноимённого труда Иеронима Стридонского, и книга «О церковных догматах». «О знаменитых мужах» была написана, как считают, в 480 или в 492—495, и после смерти автора несколько раз редактировалась и дополнялась. Следуя Иерониму, Геннадий посвящает каждому автору отдельную главу, в основном, располагая их в хронологической последовательности. Ценной особенностью его труда является включение биографий известных христианских писателей, современников Иеронима, которых тот по какой-то причине не упомянул в своей книге (Руфин Аквилейский, Пруденций, Сульпиций Север и другие).
Книга «О церковных догматах» иногда приписывалась Блаженному Августину, но Валафрид Страбон, Петр Ломбардский и Фома Аквинский называют её автором Геннадия. За эту работу, в сжатом систематизированном виде излагающую основные вопросы догматики, латинская традиция дала Геннадию прозвище Схоластик. Так же его авторству приписывается труд по каноническому праву «Постановления древней церкви» (Statuta ecclesiae antiqua). Сделанные им латинские переводы сочинений Тимофея Элура и Евагрия Понтийского не сохранились.
Богословие Геннадия Массилийского большей частью вполне ортодоксально, за исключением вопроса о соотношении благодати и свободной воли, где он колеблется между набиравшей популярность на Западе идеей Августина и Проспера Аквитанского о предопределении, и синергизмом Иоанна Кассиана. Из-за этой противоречивости и частичного принятия взглядов Иоанна Кассиана католические авторы обвиняли Геннадия в так называемом полупелагианстве.

## Сочинения
- О знаменитых мужах (De viris illustribus), также известное под названием «О церковных писателях» (De scriptoribus ecclesiasticis)
- О церковных догматах (De ecclesiasticis dogmatibus)
- Послание о вере (Epistola de fide)

Не сохранившиеся:
- Против всех ересей (Adversus omnes haereses), 8 книг
- Против Нестория (Adversus Nestorium), 5 книг
- Против Евтихия (Adversus Eutychem), 10 книг
- Против Пелагия (Adversus Pelagium), 3 книги
- О тысяче лет и об Откровении блаженного Иоанна (De Mille Annis et de Apocalypsi beati Joannis)